# Vòng loại Giải vô địch bóng đá nữ châu Âu 2017 (play-off)
Các trận play-off Vòng loại Giải vô địch bóng đá nữ châu Âu 2017 có sự góp mặt của hai đội tuyển có thành tích kém nhất trong số các đội đứng thứ nhì của tám bảng vòng bảng vòng loại là Bồ Đào Nha và România.
Các đội thi đấu hai lượt, đội chiến thắng và lọt vào vòng chung kết.

## Xếp hạng đội nhì bảng
Chỉ thành tích trước các đội thứ nhất, ba và tư trong bảng mới được tính để đối chiếu giữa các đội nhì bảng (không tính đội thứ năm).
| VT | Bg | Đội        | ST | T | H | B | BT | BB | HS  | Đ  | Giành quyền tham dự |
| -- | -- | ---------- | -- | - | - | - | -- | -- | --- | -- | ------------------- |
| 1  | 1  | Scotland   | 6  | 5 | 0 | 1 | 16 | 6  | +10 | 15 | Vòng chung kết      |
| 2  | 4  | Đan Mạch   | 6  | 4 | 1 | 1 | 13 | 1  | +12 | 13 | Vòng chung kết      |
| 3  | 6  | Ý          | 6  | 4 | 0 | 2 | 13 | 7  | +6  | 12 | Vòng chung kết      |
| 4  | 7  | Bỉ         | 6  | 3 | 2 | 1 | 16 | 5  | +11 | 11 | Vòng chung kết      |
| 5  | 8  | Áo         | 6  | 3 | 2 | 1 | 13 | 4  | +9  | 11 | Vòng chung kết      |
| 6  | 5  | Nga        | 6  | 3 | 1 | 2 | 12 | 9  | +3  | 10 | Vòng chung kết      |
| 7  | 3  | România    | 6  | 3 | 1 | 2 | 11 | 8  | +3  | 10 | Play-off            |
| 8  | 2  | Bồ Đào Nha | 6  | 2 | 1 | 3 | 6  | 10 | −4  | 7  | Play-off            |

## Tổng quan
Giờ thi đấu là CEST (UTC+2).

| Đội 1      | TTS     | Đội 2   | Lượt đi | Lượt về      |
| ---------- | ------- | ------- | ------- | ------------ |
| Bồ Đào Nha | 1–1 (a) | România | 0–0     | 1–1 (s.h.p.) |

Bồ Đào Nha giành quyền dự vòng chung kết.

## Lượt đi
| Bồ Đào Nha | 0–0      | România |
| ---------- | -------- | ------- |
|            | Chi tiết |         |

| Bồ Đào Nha | România |

| TM               | 12 | Patrícia Morais  |  |     |
| HVP              | 5  | Matilde Fidalgo  |  |     |
| TrV              | 4  | Sílvia Rebelo    |  |     |
| TrV              | 15 | Carole Costa     |  |     |
| HVT              | 9  | Ana Borges       |  |     |
| TVL              | 14 | Dolores Silva    |  |     |
| TVG              | 19 | Amanda DaCosta   |  | 67' |
| TVG              | 20 | Suzane Pires     |  |     |
| TVC              | 18 | Carolina Mendes  |  |     |
| TĐ               | 10 | Ana Leite        |  | 84' |
| TĐ               | 7  | Cláudia Neto (c) |  |     |
| Thay người:      |    |                  |  |     |
| TV               | 13 | Fátima Pinto     |  | 67' |
| TĐ               | 16 | Diana Silva      |  | 84' |
| Huấn luyện viên: |    |                  |  |     |
| Francisco Neto   |    |                  |  |     |

| TM               | 1  | Andreea Părăluță     |     |     |
| HVP              | 2  | Andreea Corduneanu   | 45' |     |
| TrV              | 3  | Lidia Havriștiuc     |     |     |
| TrV              | 6  | Maria Ficzay         |     |     |
| HVT              | 15 | Olivia Oprea         |     | 73' |
| TVG              | 4  | Ioana Bortan         |     |     |
| TVG              | 8  | Ștefania Vătafu      | 80' |     |
| RW               | 7  | Raluca Sârghe        |     | 56' |
| LW               | 10 | Andreea Voicu        |     |     |
| TĐ               | 14 | Alexandra Lunca      |     | 66' |
| TĐ               | 11 | Florentina Spânu (c) |     |     |
| Thay người:      |    |                      |     |     |
| TĐ               | 18 | Mihaela Ciolacu      |     | 56' |
| TĐ               | 9  | Laura Rus            |     | 66' |
| TV               | 5  | Adina Giurgiu        |     | 73' |
| Huấn luyện viên: |    |                      |     |     |
| Mirel Albon      |    |                      |     |     |

| Trợ lý trọng tài: Judit Kulcsár (Hungary) Brigitta Makkosne Petz (Hungary) Trọng tài thứ tư: Gyöngyi Gaál (Hungary) |

## Lượt về
| România  | 1–1 (s.h.p.) | Bồ Đào Nha    |
| -------- | ------------ | ------------- |
| Rus 111' | Chi tiết     | Norton 105+1' |

| România | Bồ Đào Nha |

| TM               | 1  | Andreea Părăluță     |      |      |      |
| HVP              | 15 | Olivia Oprea         |      |      |      |
| TrV              | 3  | Lidia Havriștiuc     | 43'  |      |      |
| TrV              | 6  | Maria Ficzay         |      |      |      |
| HVT              | 11 | Florentina Spânu (c) |      |      |      |
| TVG              | 8  | Ștefania Vătafu      |      |      |      |
| TVG              | 4  | Ioana Bortan         | 108' |      |      |
| TVC              | 10 | Andreea Voicu        |      |      |      |
| TĐP              | 5  | Adina Giurgiu        |      | 85'  |      |
| TĐ               | 18 | Mihaela Ciolacu      |      | 70'  |      |
| TĐT              | 14 | Alexandra Lunca      | 75'  |      |      |
| Thay người:      |    |                      |      |      |      |
| TV               | 17 | Mara Bâtea           |      | 70'  | 110' |
| TĐ               | 9  | Laura Rus            |      | 85'  |      |
| TV               | 7  | Raluca Sârghe        |      | 110' |      |
| Huấn luyện viên: |    |                      |      |      |      |
| Mirel Albon      |    |                      |      |      |      |

| TM               | 12 | Patrícia Morais  |      |     |
| HVP              | 5  | Matilde Fidalgo  |      |     |
| TrV              | 4  | Sílvia Rebelo    | 74'  |     |
| TrV              | 15 | Carole Costa     |      |     |
| HVT              | 9  | Ana Borges       |      |     |
| TVL              | 14 | Dolores Silva    |      |     |
| TVG              | 20 | Suzane Pires     |      |     |
| TVG              | 19 | Amanda DaCosta   |      | 46' |
| TVC              | 18 | Carolina Mendes  |      | 63' |
| TĐ               | 10 | Ana Leite        |      | 78' |
| TĐ               | 7  | Cláudia Neto (c) | 108' |     |
| Thay người:      |    |                  |      |     |
| TV               | 13 | Fátima Pinto     |      | 46' |
| TĐ               | 16 | Diana Silva      | 120' | 63' |
| TĐ               | 8  | Andreia Norton   |      | 78' |
| Huấn luyện viên: |    |                  |      |     |
| Francisco Neto   |    |                  |      |     |

| Trợ lý trọng tài: Natalia Rachynska (Ukraina) Maryna Striletska (Ukraina) Trọng tài thứ tư: Stéphanie Frappart (Pháp) |